# Fort Wayne Mad Ants 2015-2016
La stagione 2015-16 dei Fort Wayne Mad Ants fu la 9ª nella NBA D-League per la franchigia.
I Fort Wayne Mad Ants arrivarono quinti nella Central Division con un record di 20-30, non qualificandosi per i play-off.

## Roster
| N° | Naz.                   | Ruolo | Sportivo           | Anno | Alt. | Peso |
| -- | ---------------------- | ----- | ------------------ | ---- | ---- | ---- |
| 1  | Stati Uniti (bandiera) | G     | Joe Young          | 1992 | 188  | 82   |
| 5  | Stati Uniti (bandiera) | GA    | Terran Petteway    | 1992 | 198  | 95   |
| 7  | Stati Uniti (bandiera) | G     | Michael Frazier    | 1994 | 193  | 91   |
| 7  | Stati Uniti (bandiera) | GA    | Gideon Gamble      | 1990 | 201  | 88   |
| 7  | Stati Uniti (bandiera) | G     | John Lucas         | 1982 | 180  | 75   |
| 9  | Stati Uniti (bandiera) | GA    | Anthony Harris     | 1985 | 188  | 86   |
| 11 | Stati Uniti (bandiera) | A     | C.J. Fair          | 1991 | 203  | 98   |
| 12 | Stati Uniti (bandiera) | A     | Kadeem Jack        | 1992 | 206  | 107  |
| 12 | Stati Uniti (bandiera) | GA    | L.D. Williams      | 1988 | 193  | 95   |
| 15 | Stati Uniti (bandiera) | G     | Walt Lemon         | 1992 | 191  | 82   |
| 17 | Stati Uniti (bandiera) | GA    | Stephan Hicks      | 1992 | 198  | 91   |
| 20 | Stati Uniti (bandiera) | G     | Marcus Simmons     | 1988 | 198  | 98   |
| 21 | Stati Uniti (bandiera) | G     | Xavier Thames      | 1991 | 191  | 85   |
| 22 | Stati Uniti (bandiera) | A     | Ramon Harris       | 1988 | 201  | 100  |
| 24 | Stati Uniti (bandiera) | C     | Travis Hyman       | 1987 | 213  | 111  |
| 25 | Stati Uniti (bandiera) | AC    | Rakeem Christmas   | 1991 | 206  | 108  |
| 32 | Stati Uniti (bandiera) | A     | Glenn Robinson     | 1994 | 201  | 101  |
| 33 | Stati Uniti (bandiera) | AC    | Anthony Walker     | 1993 | 206  | 102  |
| 42 | Stati Uniti (bandiera) | AC    | Shayne Whittington | 1991 | 211  | 108  |

## Staff tecnico
- Allenatore: Steve Gansey
- Vice-allenatori: Stephen Graham, Dylan Murphy
- Vice-allenatori per lo sviluppo dei giocatori: Kevin Bloom, Jonah Herscu
- Preparatore atletico: Matt Campbell